# Hans Lipinsky-Gottersdorf
Hans Lipinsky-Gottersdorf (* 5. Februar 1920 in Leschnitz, Landkreis Groß Strehlitz, Provinz Oberschlesien; † 3. Oktober 1991 in Köln) war ein deutscher Schriftsteller.

## Leben
Für den Sohn eines Erbscholtisel-Besitzers war vorgesehen, später in die Fußstapfen seines Vaters zu treten und dessen Hof zu übernehmen, weshalb er bei einem Bauern im Nachbardorf die landwirtschaftlichen Grundkenntnisse erlernte. Danach war Lipinsky-Gottersdorf bis zum Beginn des Zweiten Weltkriegs auf verschiedenen schlesischen Gütern angestellt. Während des Krieges war er Soldat. Nach dem Krieg verschlug es ihn in den Kölner Raum, wo er als Bauarbeiter, Schweißer und Kranführer tätig war, bevor er sich – inzwischen in einer Kölner Fabrik arbeitend – dem Schreiben von vornehmlich Erzählungen zuwandte. Als sein Hauptwerk gilt indes der Roman Die Prosna-Preußen, der vom Landadel und der einfachen Landbevölkerung an der Prosna, dem Grenzflüsschen zwischen dem Kaiserreich und Polen, vor dem Ersten Weltkrieg handelt. Der Fortsetzungsband gleichen Namens enthält wiederum Erzählungen.

## Werk
Beim Personal in seinem umfangreichen Werk handelt es sich zumeist um Kleinbauern, Häusler, Handwerker, Hirten, Landadelige, Gutsherren, Magnaten und Militärangehörige. Der Schauplatz ist fast immer in den ehemaligen deutschen Ostgebieten gelegen. In Prosna-Preussen kommt der fiktive Städtename „Kontschenburg“ vor, der aus den realen Ortsnamen Konstadt, Pitschen und Kreuzburg gebildet ist.
Der für seinen Revanchismus bekannte Journalist und Publizist Hans-Dietrich Sander lobte 1984 in der Welt das „slawische Element“, das bei deutschen Autoren nirgends ausgeprägter sei und das Lipinsky von Hermann Sudermann, Hermann Stehr oder auch von Eduard von Keyserling, die ihm am nächsten stünden, unterscheide.

## Auszeichnungen
- 1957: Literaturpreis der deutschen Hochseefischerei (für Finsternis über den Wassern)[5]
- 1966: Andreas-Gryphius-Preis
- 1970: Eichendorff-Literaturpreis
- 1977: Kulturpreis Schlesien des Landes Niedersachsen, als erster Preisträger

## Veröffentlichungen
- Wanderung im dunklen Wind. Erzählung. Deuerlich, Göttingen 1953 (ab 3. Auflage 1958 Vandenhoeck & Ruprecht, Göttingen; 1963 auch Sprachlernausgabe bei G. G. Harrap, London/Toronto/Wellington/Sydney).
- Fremde Gräser. Roman. Deuerlich, Göttingen 1955 (ab 2. Auflage 1957 Vandenhoeck & Ruprecht, Göttingen).
- Alle Stimmen der Erde. Eine Weihnachtserzählung. Kiefel, Wuppertal-Barmen [1955].
- Gesang des Abenteuers. Erzählungen. Vandenhoeck & Ruprecht, Göttingen 1956.
- (als Mitherausgeber) Deutsche Stimmen 1956. Neue Prosa und Lyrik aus Ost und West. Herausgeber: Marianne Bruns, Hans Lipinsky-Gottersdorf (u. a.). Kreuz-Verlag, Stuttgart; Mitteldeutscher Verlag, Halle/Saale 1956.
- Als das Wunder begann. Mit Abbildungen von Otto Clevé (= Dein Leseheft; Band 178). Rufer-Verlag, Gütersloh 1956.
- Finsternis über den Wassern. Erzählung. Vandenhoeck & Ruprecht, Göttingen 1957; Mitteldeutscher Verlag, Halle/Saale 1958 (tschechische Ausgabe Tma nad vodami. Povídka. Státní Nakl. Krásné Literatury a Umění, Prag 1964).
- Stern der Unglücklichen. Weihnachtsgeschichten. Vandenhoeck & Ruprecht, Göttingen 1958 (tschechische Ausgabe Hvězda nešt'astných. Lidová Demokracie, Prag 1966).
- (als Herausgeber) Das Wort der Brüderlichkeit. Mit Texten von Nikolai Lesskow, Heinrich Böll, Johannes Harder u. a. Herausgegeben im Auftrag des Arbeits- und Sozialministers in Nordrhein-Westfalen. Vandenhoeck & Ruprecht, Göttingen 1958.
- Von Daniel, vom Rosenduft und dem Kissen der Zufriedenheit. (= Acht Seiten Freude; Nr. 152). Rufer-Verlag, Gütersloh 1959. (Aus Stern der Unglücklichen).
- Ende des Spiels. Erzählung. (= Salzers Volksbücher; Band 64). Salzer, Heilbronn 1959.
- Wenn es Herbst wird. Erzählung. Vandenhoeck & Ruprecht, Göttingen 1961.
- Von Daniel, vom Rosenduft und dem Kissen der Zufriedenheit. In: Der Gang zur Christmette. Weihnachtserzählungen. Evangelische Verlagsanstalt, Berlin 1961, S. 26–38. („Ausgabe für die Deutsche Demokratische Republik. Vertrieb in Westdeutschland und Westberlin nicht gestattet“).
- Finsternis über den Wassern. Erzählung. (Erweiterte Neufassung der Ausgabe von 1957). Vandenhoeck & Ruprecht, Göttingen 1962.
- Der Strick und drei weitere Erzählungen. (= Die Leserunde. Dichter der Gegenwart; Band 15). Matthiesen Verlag, Lübeck/Hamburg [1962 oder 1963] (2. Auflage).
- Der Geruch des Frühlings und andere Erzählungen. Mit Illustrationen von Herbert Holzing. Herbig Verlagsbuchhandlung, Berlin/München/Wien 1964 (Buchclub-Ausgabe: Bertelsmann, Gütersloh 1965).
- Korla und der liebe Gott. Erzählungen. (= Salzers Volksbücher; Band 123). Salzer, Heilbronn 1968.
- Die Prosna-Preußen. I. Band: Das Dominium. Roman. Vandenhoeck & Ruprecht, Göttingen 1968.
- Die letzte Reise der Pamir. Geschichten von der See. Herbig, München/Berlin 1970 (ab der 2. Auflage 1974 u.d.T. Die letzte Reise der Pamir. Die Flut von Hamburg. Geschichten von der See.).
- Vorweihnachtszeit. Erzählungen. (= Die Fünfmarkbücher). Herbig, München/Berlin 1971.
- (als Verfasser des Vorwortes) Ernst von Salomon: Der tote Preusse. Roman einer Staatsidee. Mit einem Vorwort von Hans Lipinsky-Gottersdorf. Langen-Müller, München 1973, ISBN 3-7844-1537-7.
- Pferdehandel. Geschichten aus den alten Zeit. Herbig, München/Berlin 1975, ISBN 3-7766-0732-7.
- (als Herausgeber) Der Witz der Preußen. Gesammelt und aufgezeichnet von Hans Lipinsky-Gottersdorf (= Landschaften des Humors). Desch, München 1975, ISBN 3-420-07174-4.
- (als Herausgeber) Lachen, das nie verweht. Herausgegeben und eingeführt von Hans Lipinsky-Gottersdorf. Mit Abbildungen von Oskar Kreibich und Friedrich Kunitzer. (= Schriftenreihe Nachbarn in Ostmitteleuropa des Ostdeutschen Kulturrats; Band 16). Gieseking, Bielefeld 1976.
- (als Verfasser des Nachwortes) Tamara Ehlert: Kleiner alter Mann geht durch den Wind. Mit einem Nachwort von Hans Lipinsky-Gottersdorf. Martin-Verlag Berger, Buxheim/Allgäu [1976?], ISBN 3-7865-0014-2.
- Zugvögel. Zwei Romane. Herbig, München/Berlin 1978, ISBN 3-7766-0860-9. (Enthält Wanderung im dunklen Wind und Wenn es Herbst wird).
- Der Sprosser schlug am Pratura-Bach. Geschichten und Berichte. Bergstadtverlag Wilhelm Gottlieb Korn, Würzburg 1984, ISBN 3-87057-094-6.
- (als Verfasser des Nachwortes) August Scholtis: Ostwind. Roman. Mit einem Nachwort von Hans Lipinsky-Gottersdorf. Herbig, München/Berlin 1986, ISBN 3-7766-0533-2.
- Feindliche See. Geschichten vom Rande der Welt. Bergstadtverlag Wilhelm Gottlieb Korn, Würzburg 1987, ISBN 3-87057-126-8.
- Krähen im Februar. Erzählungen. Bergstadtverlag Wilhelm Gottlieb Korn, Würzburg 1989, ISBN 3-87057-153-5.
- Die Prosna-Preußen. II. Band. Erzählungen. Bergstadtverlag Wilhelm Gottlieb Korn, Würzburg 1993, ISBN 3-87057-172-1. (Aus dem Nachlass; enthält auch Wenn es Herbst wird).